# Niveau 7
Niveau 7 (Level 7) est un roman de science-fiction écrit en 1959 par Mordecai Roshwald.

## Résumé
Niveau 7 est le journal du Soldat X-127, qui est assigné à la garde du contrôle électronique d'un système de missiles intercontinentaux, destiné à déclencher la Troisième Guerre mondiale. Situé dans des installations souterraines à 4000 pieds de profondeur, le Niveau 7 a été construit pour résister à l'attaque la plus dévastatrice et être autonome pendant cinq siècles. Sélectionnés selon un profil psychologique assurant leur disposition à détruire toute vie sur Terre, ceux qui sont envoyés en bas ne reviendront jamais.

## Analyse
Le livre est écrit de telle manière qu'il est impossible au lecteur de déterminer à quel camp correspondent les deux parties présentes dans le livre. En effet, les références à la démocratie sont présentées de manière à être applicables aux prétentions du gouvernement Soviétique de l'époque. De plus le livre ne contient aucune référence géographique ni de nom propre.